# Kladeruby
Kladeruby é uma comuna checa localizada na região de Zlín, distrito de Vsetín.